# Desnudo acostado (Modigliani)
Desnudo acostado es una obra de Amedeo Modigliani pintado al óleo sobre lienzo con unas dimensiones de 60 x 92 cm. Está datado entre los años 1917 y 1918. En 2015 el cuadro fue subastado en Christie's y vendido a un coleccionista privado por 158 millones de euros, convirtiéndose así en la segunda obra de arte por la que más se ha pagado en un subasta y superada tan solo por Mujeres de Argel de Picasso.

## Antecedentes
Desnudo acostado fue uno de los varios desnudos que Modigliani pintó entre los años 1916 a 1919. Esta serie de desnudos, que se encuentran entre sus más conocidos trabajos, fue un encargo de su agente y amigo Leopold Zborowski, el cual cedió el uso de su apartamento al artista y le proporcionó modelos y material de pintura, pagándole además entre 15 y 20 francos por cada día de trabajo.

## Descripción y estilo
La pintura, también conocida como "Desnudo acostado con brazos abiertos" o "Desnudo rojo", es sin lugar a dudas unos de los desnudos más conocidos de Modigliani, de hecho, es para muchos su símbolo más representativo. Si hubiera que preguntarse el motivo de tanto éxito (al menos en nuestra época) resultaría difícil responder, al menos en un primer examen.

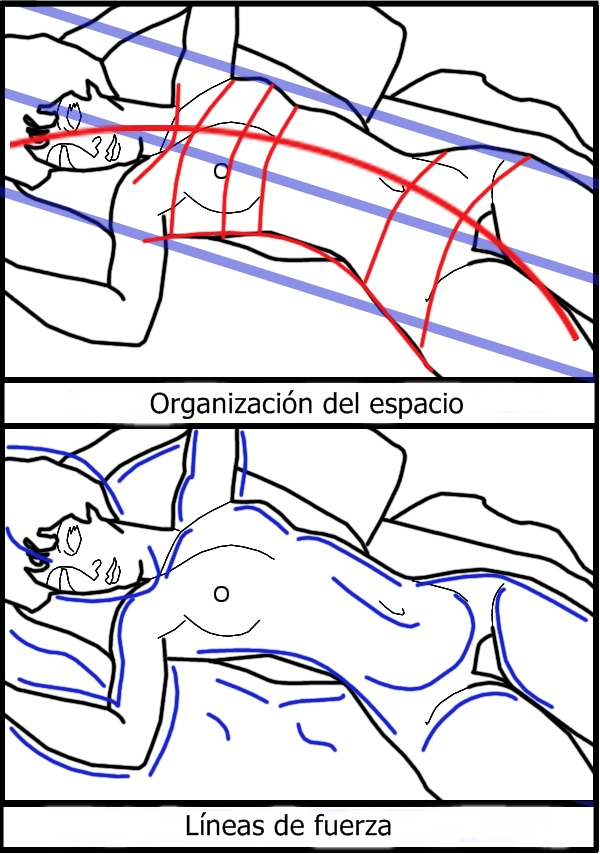
Esquema de Desnudo acostado.

La desconocida modelo se extiende a lo largo de toda la pintura con brazos y piernas recortados por el borde del cuadro. Representada con ojos y cabello negro, yace lánguidamente sobre almohadones con los brazos extendidos y el vello de las axilas y el pubis a la vista (Detalle éste que, por ser inmoral para la época, traería no pocos problemas al artista).
Los colores son pocos: las tonalidades presentes son tierra roja y ocre, azules, negros y un poco de blanco. El ambiente está apenas trabajado, casi un esbozo, para mejor resaltar el cuerpo brillante y suave.
El cuerpo de la modelo domina el espacio, de hecho lo llena y tiene que ser recortado por las rodillas, la muñeca y el codo como si la tela no pudiese contenerlo. El motivo de este particular recorte parece evidente: en la composición no hay espacio y la parte del cuerpo y del mobiliario del fondo que requerían su cuota de espacio son, simplemente, cortadas para no interferir en la correcta estilización del cuadro. El diván es rojo, la almohada azul, nada es rígido. El desnudo es para Modigliani una forma particular de retrato que el pintor recrea sobre la tela con la misma libertad que lo haría con el rostro. De este modo, aunque los contornos son angulados, se extienden de forma lineal para ensalzar la realidad.
Y es esta línea (fundamento del arte de Modigliani) en este desnudo en particular, la que marca los límites entre el caos y la creación. La línea establece los contornos entre las luces y las sombras, marca espacios y construye volúmenes. Es la línea y sus diferentes espesores lo que delimita el primer plano y el fondo. Es en el uso de la línea donde Modigliani logra una conquista, un costoso armisticio entre el clasicismo y la modernidad, entre el amor sacro y el profano, entre la carne y el ideal. Una línea trabajada desde su juventud y que es la marca característica del artista.
Como ocurre con otros desnudos del artista, es posible establecer ciertos paralelismos con los clásicos. En este caso la comparación resulta casi evidente: La maja desnuda, pintada por Francisco de Goya más de un siglo antes y que fue, sin duda, referencia para este cuadro y probablemente de al menos otro, Desnudo acostado con brazo en la frente.
En comparación con otros desnudos de Modigliani, en Desnudo acostado logra dar un peculiar toque expresivo en la intensidad de la mirada y el hábil uso de los escasos colores convirtiendo la pintura en todo un símbolo. Símbolo universal, junto con la Maja de Goya, de la sensualidad femenina (moderna en este caso) exhibida de forma provocativa aunque contenida y melancólica, casi abstracta.

## Curiosidades
- Desnudo acostado y otros desnudos de la serie, exhibidos en la primera y única exposición de Modigliani en París, tuvieron que ser retirados por ofensa a la decencia pública.[5]
- El cuadro era uno de los siete Modiglianis pertenecientes a la colección Riccardo Gualino, dispersa tras el arresto y confinamiento del mecenas.
- Es probable que la modelo de "Desnudo acostado" sea la misma que aparece en otro cuadro del año 1917, "Mujer con lazo negro".[6]
- El batería y compositor Giampaolo Ascolese ha dedicado a esta pintura su composición Dreamin of you contenida en el CD Couleur Musique.[7]